# برونا ولتیچ
برونا ولتیچ (Bruna Vuletić؛ زاده ۳ ژوئیه ۱۹۹۹) یک تکواندوکار اهل کرواسی است.
وی در مسابقات قهرمانی تکواندو جهان ۲۰۱۹، پس از شکست در مرحله نیمه نهایی در برابر کارولاین سانتوس، مدال برنز را در دسته سبک‌وزن از آن خود کرد. وی در سال ۲۰۱۹ نماینده کرواسی در یونیورسیاد تابستانی ۲۰۱۹ در ناپل، ایتالیا بود و در دسته ۶۲ کیلوگرم یکی از مدال‌های برنز را به دست آورد.